# جيرالد إيدلمان
جيرالد موريس إيدلمان (بالإنجليزية: Gerald Maurice Edelman)‏ ـ (ولد في 1 يوليو 1929) عالم أحياء أمريكي، تقاسم جائزة نوبل في الطب سنة 1972 مع عالم الكيمياء الحيوية الإنجليزي رودني بورتر لأبحاثهما حول الجهاز المناعي، وكان البحث الذي أدى إلى فوزه بالجائزة متعلقاً باكتشاف تركيب جزيئات الأجسام المضادة. اهتم إيدلمان لاحقاً بدراسة العلوم العصبية وفلسفة العقل.
قال إيدلمان في مقابلات صحفية، أن الطريقة التي تتطور بها مكونات الجهاز المناعي على مدى سنوات حياة الفرد مماثلة للطريقة التي تتطور بها مكونات الدماغ. يرتبط عمل إيدلمان حول طريقة تطور مكونات الدماغ ومكونات الجهاز المناعي، الذي أوصله إلى جائزة نوبل، مع عمله الأخير في العلوم العصبية وفلسفة العقل.

## أولى سنوات حياته
وُلد جيرالد إيدلمان عام 1929 في حي أوزون بارك في كوينز بنيويورك لأبوين يهوديين، الطبيب إدوارد إيدلمان، وآنا إيدلمان (آانا فريدمان قبل الزواج) التي كانت تعمل في قطاع التأمين. قضى جيرالد إيدلمان عدة سنوات من حياته في تعلم العزف على الكمان، إلا أنه أدرك في نهاية المطاف أنه لم يكن شغوفًا بما يكفي لممارسة العزف كمهنة، وقرر الانتقال إلى مجال الأبحاث الطبية. التحق إيدلمان بمدارس نيويورك العامة، وتخرج من مدرسة جون آدامز الثانوية، والتحق بعدها ببرنامج البكالوريوس في العلوم بكلية أورسينوس بولاية بنسلفانيا وتخرج منها بتقدير ممتاز. حصل إيدلمان على شهادة دكتور في الطب من مدرسة الطب في جامعة بنسلفانيا سنة 1954.

## حياته المهنية
بعد عام من عمله في مؤسسة جونسون للفيزياء الطبية، انتقل إيدلمان إلى مستشفى ماساتشوستس العام وعمل فيها طبيبًا مقيمًا. مارس إيدلمان عمله كطبيب في فرنسا خلال خدمته مع الفيلق الطبي في الجيش الأمريكي. في عام 1957، انضم إيدلمان إلى جامعة روكفلر المتخصصة بالأبحاث الطبية بصفته زميل متخرج، وعمل في مختبر هنري كونكل. حصل إيدلمان على درجة الدكتوراه في عام 1960، وعينته رئاسة الجامعة عميدًا مساعدًا لشؤون الدراسات العليا، ثمّ ترقى لمنصب عميد مشارك، وحصل على رتبة الأستاذية في عام 1966. في عام 1992، انتقل إيدلمان إلى كاليفورنيا ليصبح أستاذًا في قسم علم الأحياء العصبية في معهد سكريبس للأبحاث.
بعد حصوله على جائزة نوبل، بدأ إيدلمان العمل على الأبحاث المتعلقة بتنظيم العمليات الخلوية الأولية، لاسيما التحكم في نمو الخلايا وتطور الكائنات متعددة الخلايا، مع التركيز على التفاعلات بين الخلايا خلال فترة النمو الجنيني المبكر وعلى مكونات الجهاز العصبي ووظائفه. أدت هذه الدراسات إلى اكتشاف جزيئات التصاق الخلايا التي توجه عمليات النمو الأساسية التي تعطي الحيوان شكله وبنيته، والتي يتم من خلالها بناء الجهاز العصبي. أحد أهم الاكتشافات التي أفضى إليها هذا البحث أن الجين السلف (الجين المشفر) لجزيء التصاق الخلايا العصبية أدى إلى تطور كامل النظام الجزيئي لجهاز المناعة التكيفي.

## جائزة نوبل
خلال فترة خدمته في الجيش في باريس، أثار أحد الكتب التي قرأها إيدلمان اهتمامه حول موضوع الأجسام المضادة، وقرر أن يجري المزيد من التحقيقات والأبحاث عنها عند عودته إلى الولايات المتحدة، خصوصًا وأن الكتاب لا يذكر الكثير من التفاصيل عن الأجسام المضادة. مدفوعًا باهتمامه بالأجسام المضادة، درس إيدلمان الكيمياء الفيزيائية وحصل على درجة الدكتوراه في عام 1960. أحدث البحث الذي أجراه إيدلمان، مع زملائه ورودني روبرت بورتر، في أوائل ستينيات القرن العشرين، اختراقات جوهرية في فهم التركيب الكيميائي للأجسام المضادة، ما فتح الباب للقيام بالمزيد من الأبحاث حول هذا الموضوع. حصل إيدلمان، عن عمله في هذا المجال، على جائزة نوبل في الطب أو علم وظائف الأعضاء بالاشتراك مع ورودني روبرت بورتر.

في بيان صحفي خاص بجوائز نوبل، أشاد معهد كارولنسكا بعمل إيدلمان وبورتر واصفًا إياه بالإنجاز النوعي: 
تُفسَر الصدمة التي تسببت بها اكتشافات إيدلمان وبورتر من خلال تقديمها لصورة واضحة عن بنية وأسلوب عمل مجموعة محددة من المواد الحيوية المهمة للغاية. تمكن إيدلمان مع شركائه من وضع أسس ثابتة للبحث العقلاني، وهو ما كان يفتقر إليه علم المناعة بشكل كبير في السابق. تمثل هذه الاكتشافات اختراقًا علميًا نوعيًا تسبب بخلق حالة من النشاط البحثي عالي المستوى في جميع أنحاء العالم وفي جميع مجالات علم المناعة، وهو ما أفضى في نهاية المطاف إلى تحقيق نتائج إيحابية ملموسة على المرضى من خلال تطوير علمي تشخيص الأمراض والعلاج السريري.

## وصلات خارجية
- جيرالد إيدلمان على موقع الموسوعة البريطانية (الإنجليزية)
- جيرالد إيدلمان على موقع مونزينجر (الألمانية)
- جيرالد إيدلمان على موقع إن إن دي بي (الإنجليزية)

قالب:جائزة إيلي ليلي في الكيمياء الحيوية